# Ashley Roberts
Ashley Roberts est une chanteuse et danseuse américaine née le 14 septembre 1981 à Phoenix en Arizona.

## Biographie
Ashley Roberts naît en 1981 à Phoenix. Son père était batteur dans le groupe The Mamas & The Papas. Ashley a déclaré qu'elle aurait voulue être biologiste marin car elle adore être avec des dauphins et près de l'océan.[réf. nécessaire]
Elle est séparée du danseur américain Kenny Wormald avec qui elle entretenait une relation depuis presque 5 ans.
Elle doit sa carrière et son succès au groupe The Pussycat Dolls, où elle est surnommée «Angel Doll», en référence à sa sage personnalité. Leur premier album PCD connaît un large succès et permet aux filles de connaître la gloire (7,5 millions d'albums vendu). Dans le groupe, on peut l'entendre chanter les refrains des chansons, mais sans plus. Elle annonce en 2010, son départ du groupe. Les Pussycat Dolls ont vendu en 3 ans plus de 15 millions d'albums, ce qui offre à Ashley une belle position pour commencer sa carrière solo.
Dans l'album Doll domination 3.0 sorti uniquement dans quelques pays, elle a enregistré une chanson Played qu'elle chantait sur scène lors de la tournée mondiale « Doll Domination Tour ». Depuis son départ des Pussycat Dolls, elle est en studio pour enregistrer son premier album, et travaille avec de grands noms de la musique pop et R&B.
Ashley a joué dans le film Make It Happen ou Dancing Girls (titre français), où celle-ci incarne une danseuse dans un célèbre club de Chicago.
Elle fait aussi une apparition en 2005 dans un film aux côtés de Steven Seagal.
En 2010, elle anime à la télévision sur une chaine américaine E! l'événement Spring break évènement, concours de lap danse. De plus, elle a fait une apparition comme juge dans l'épisode 8 de la saison 2 de Dance Your A** Off intitulé Temptation City.
Ashley Roberts a déclaré le 16 juillet 2010 (via « Ashley Roberts Fan Page ») que toutes les chansons Let Me Go, Invasion (avec Lil Wayne), You Don't See Me et Certified ne sont pas interprétées par elle.

## Carrière solo
Après avoir sorti une nouvelle version de la chanson Theme From A Summer Place qui est en vente sur iTunes, elle est entrée en studio pour enregistrer son premier album. Celui-ci devrait sortir courant 2011.
Pour son premier album en solo, Ashley s'encadre des meilleurs notamment Warren J ; qui a composé pour le groupe V factory mené par Asher Book ou encore le producteur multi-platine et Rondor / Universal compositeur Bryan Todd (il a également produit et écrit des chansons pour des artistes comme Jordin Sparks, Ashley Tisdale, V Factory, Josh Kelley et Big Time Rush) et Kay Cola (auteur-compositeur et guitariste) et de nombreux autres artistes très cotés.
Depuis début 2011, Ashley multiplie les performances solo en Australie, aux États-Unis, ou au Brésil, elle anime en vedette de très grosses soirées.
Ashley et les autres PCD sont aussi connus pour les photos et le mannequinat, à la fin de 2010 Ruth Tarvydas a invité Ashley à défiler pour la fashion week de Perth en Australie, elle a aussi posé pour une campagne pour une chaîne de magasins.
Le 11 novembre 2012 elle est candidate à l'émission de télé réalité I'm a Celebrity... Get Me Out of Here ! 12. Elle en sort finaliste le 1er décembre 2012.
Entre 2013 et 2014 elle est jurée dans l'émission Dancing on Ice la version originale de Skating with the Stars et Ice Show.
Le 17 août 2018, elle est annoncée comme candidate de la 16e saison de l'émission britannique Strictly Come Dancing. Son ancienne collègue des Pussycat Dolls, Nicole Scherzinger a remporté la version américaine en 2010.

## Récompenses
- Billboard Music Awards 2005

Don't cha:
Meilleur single POP/RNB de l'année
Single le plus joué en club
Meilleur vente de single
- Nominated Work 2007

Pussycat dolls: Meilleur groupe International de l'année
- inMusic Awards 2008(Canada)

When I Grow Up: Clip le plus sexy
Doll Domination: Meilleur album de l'année*
- MTV Video Music Awards 2006-2008

Buttons: Meilleur video de danse
When I Grow Up: Meilleur video de danse
- NRJ Music Awards

Pussycat dolls: Meilleur groupe de l'année
- TMF Awards 2006

PCD: Meilleur album de l'année

## Discographie

### Avec les Pussycat Dolls

#### Singles
| Année | Titre                      | Artiste invité |
| ----- | -------------------------- | -------------- |
| 2004  | Sway                       | /              |
| 2005  | Don't Cha                  | Busta Rhymes   |
| 2005  | Stickwitu                  | /              |
| 2006  | Beep                       | Will.i.am      |
| 2006  | Buttons                    | Snoop Dog      |
| 2006  | I don't need a man         | /              |
| 2006  | Wait a Minute              | Timbaland      |
| 2008  | When I Grow Up             | /              |
| 2008  | Whatcha Think About That   | Missy Elliott  |
| 2008  | I Hate This Part           | /              |
| 2008  | Bottle Pop                 | Snoop Dogg     |
| 2009  | Jai Ho (You Are My Destiny | A. R. Rahman   |
| 2009  | Hush Hush                  |                |

#### Album
| Année | Titre               |
| ----- | ------------------- |
| 2005  | PCD                 |
| 2008  | Doll Domination     |
| 2009  | Doll Domination 2.0 |

### Solo

#### Single
- 2007 :  Santa Baby  ( avec Carmit Bachar et Jessica Sutta ) plus une version avec Carmen electra.
- 2008 :  Played
- 2010 :  Summer place
- 2011 :  Summer Place  Remix par Ashley Roberts (7versions)
- 2012 : Yesterday  disponible sur Itunes
- 2014 : Clockwork
- 2014 : Woman Up

#### Album
- 2014 : Butterfly Effect

### Clip vidéo
Ashley Roberts apparait dans les clips suivants

#### The Pussycat Dolls
- Don't Cha
- Buttons
- Sway
- Stickwitu
- Beep
- I Don't Need a Man
- Wait A minute
- When I Grow Up
- Bottle Pop
- Whatcha Think About That
- I Hate This Part
- Jai Ho (You Are My Destiny)
- Hush Hush hsuh

#### Counting Crows
- Accidentally in Love

#### Her Majesty And the Wolf/Kimberly Wyatt
- Stars In your Eyes

## Télévision
- 2010 : Spring Break,  Présentatrice
- 2010 : Us open: casting,  Jury du casting
- 2010 : Dance Your A** Off (Saison 2 // Épisode 8 : Temptation City)  Membre du jury
- 2012 : 90210 Beverly Hills : Nouvelle Génération (Saison 5) Prof de strip-tease
- 2012 : I'm a Celebrity... Get Me Out of Here! : (Télé-réalité) Candidate (saison 12)
- 2013-2014 : Dancing On Ice : Membre du jury (saison 8 et 9)
- 2013-présent : Ant & Dec's Saturday Night Takeaway : Présentatrice de l'émission
- 2013 : Fake Reaction : Elle-même
- 2018 : Strictly Come Dancing : (Télé-réalité) Candidate (saison 16)

## Filmographie
- 2005 : Be Cool,  dans son propre rôle, avec Steven Seagal
- 2009 : Make It Happen,  Ashley Roberts a joué fin 2007 dans le film Make It Happen (Dancing Girls en français) où elle détient le 5e rôle, elle incarne une danseuse populaire dans un club branché de Chicago.

## Séries
- Las vegas : deux épisodes, joue son propre rôle.
- Dance Life